# Software înglobat
Software-ul înglobat sau încorporat este un software dezvoltat pentru a rula pe sisteme înglobate. Sarcina software-ului este de a controla, regla sau monitoriza sistemul în care este încorporat. Acesta îndeplinește o misiune independentă, uneori critică, și de obicei este specializat pentru hardware-ul particular pe care rulează. Termenul este uneori folosit sinonim cu firmware.
Spre deosebire de aplicația software, software-ul încorporat are cerințe și capabilități hardware fixe, iar adăugarea de hardware sau software de la o parte terță este strict controlată.
O caracteristică importantă este aceea că nu toate funcțiile software-ului încorporat sunt sau nu sunt inițiate/controlate prin intermediul unei interfețe umane, ci prin interfețele dispozitivelor. 
Dimensiunea memoriei de stocare și memoria RAM poate varia semnificativ. Software-ul incorporat poate fi unul simplu, cum ar fi unele sisteme care rulează cu doar 16 KB de memorie flash, 4 KB de memorie RAM și un CPU care operează la 8 MHz, și cu un nivel scăzut de complexitate a procesării, sau poate deveni foarte complex în aplicații precum aeronautică, medicină, industrie etc. 
Codul este în general scris în C sau C++, dar diferite limbaje de programare de nivel înalt, cum ar fi Python și JavaScript, sunt acum utilizate în mod obișnuit pentru microcontrolerele și sistemele încorporate. Limbajul de programare Ada este impus de Pentagon pentru proiectele de software înglobat ale Departamentului Apărării al S.U.A.

## Sistem de operare înglobat
Un sistem de operare înglobat este un sistem de operare dezvoltat pentru sistemele  încorporate. Acest tip de sistem de operare este frecvent considerat a fi un sistem de operare în timp real sau RTOS.

Spre deosebire de un sistem de operare desktop, sistemul de operare încorporat nu încarcă și execută aplicații, ci execută o singură aplicație pentru care a fost proiectat. Sistemele multitasking (cazul sistemelor de operare pentru PDA) oferă în schimb multe dintre fuctionalitățile sistemelor de operare pentru calculatoarele personale. 